# 34789 Brucemckean
34789 Brucemckean è un asteroide della fascia principale interna. Scoperto nel 2001, presenta un'orbita caratterizzata da un semiasse maggiore pari a 2,307416 UA e da un'eccentricità di 0,148759, inclinata di 0,381047° rispetto all'eclittica. Ha un diametro di 2,688 km, un periodo di rotazione di 10,3 ore e un'albedo di 0,203.